# Déplacement (navire)
Pour les articles homonymes, voir Déplacement.

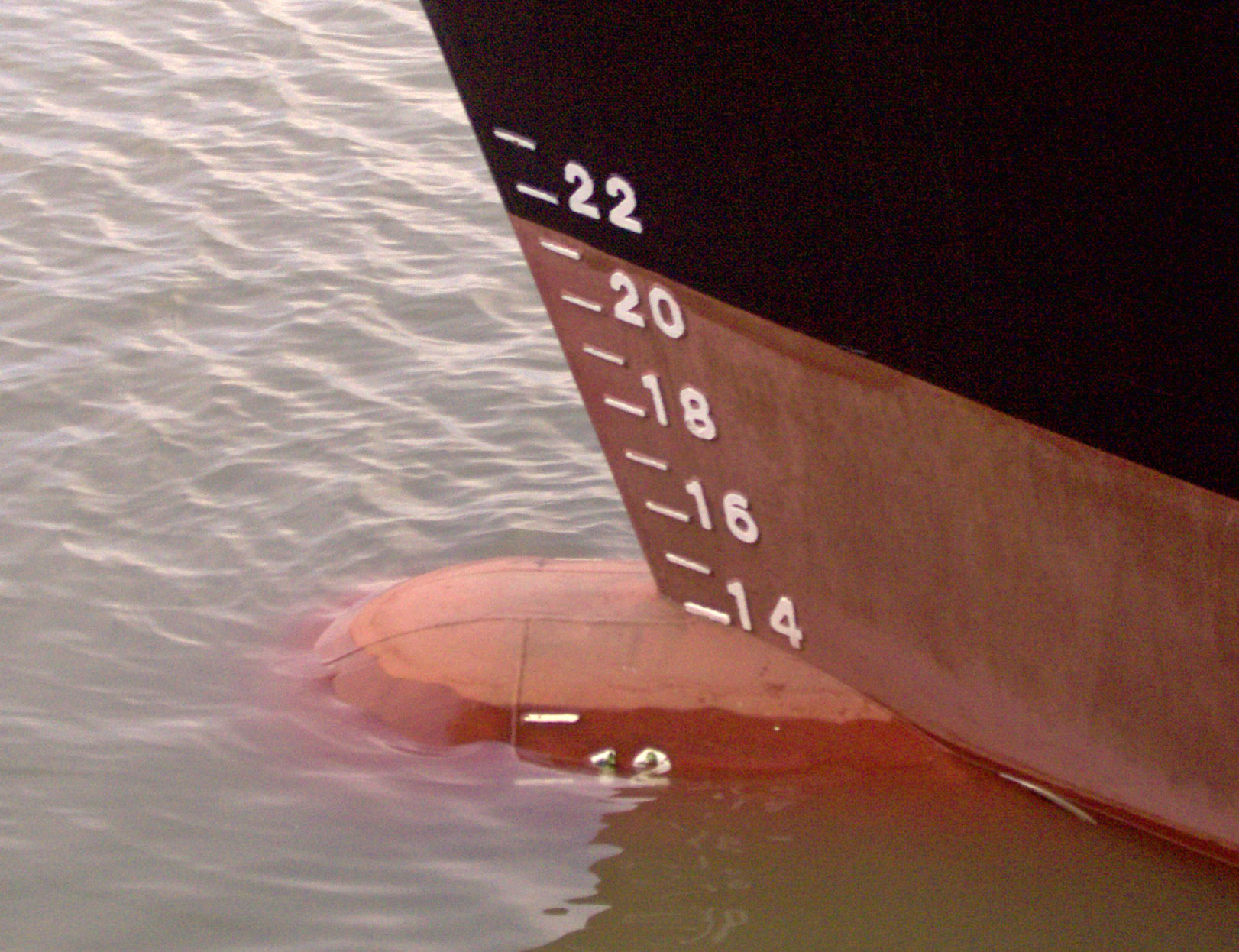
Échelle de tirant d'eau avant sur la coque d'un navire

Le déplacement (noté D ou △ pour le domaine réglementaire, mais également P dans les cours de stabilité du navire) est une mesure de la masse de liquide déplacée par la partie immergée d'un navire dans différentes situations de chargement. Le déplacement varie avec le tirant d'eau.
Dans le système métrique, le déplacement s'exprime en tonnes, de symbole « t ». Ne pas confondre avec le tonnage (et donc la jauge brute par exemple), exprimé originellement en tonneaux (une unité de mesure des volumes).
Dans le système anglo-saxon, le déplacement s'exprime en long tons, de symbole « ts » (1 ts = 1 016 kg).

## Définition

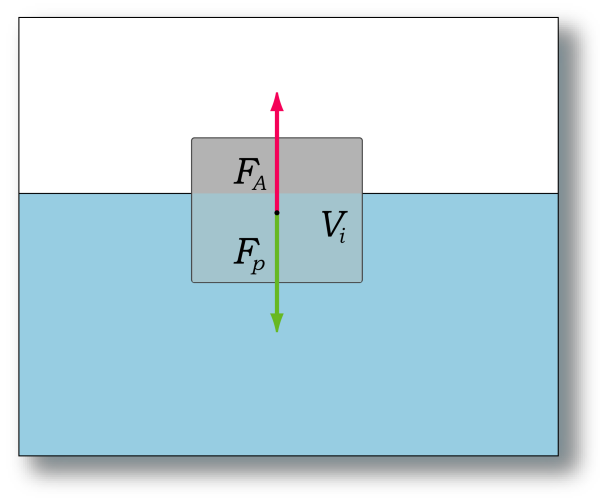
poussée d’Archimède

Le déplacement d’un navire flottant sur un liquide est défini comme la masse de liquide déplacé : il s’exprime donc en une unité de masse, généralement la tonne.
Ce déplacement est donc égal au volume de la partie de la coque immergée, multipliée par la masse volumique du liquide. Il dépend ainsi des conditions de navigation, le volume immergé du navire dépendant directement de son poids.
Le déplacement d’eau d’un navire est à l'origine de sa flottaison. En effet, le principe de la poussée d’Archimède est que tout corps plongé dans un liquide reçoit de celui-ci une force et égale en norme et opposée au poids du volume de liquide déplacé : en d’autres termes, le navire reçoit une force dirigée du bas vers le haut égale à son déplacement d’eau multiplié par la constante de pesanteur, qui compense son poids et l’empêche de couler.
Dans le cas particulier des sous-marins, on distingue le « déplacement en surface » qui correspond à la définition ci-dessus envers la flottabilité et, le « déplacement en plongée » exprimé en masse d'eau déplacée en immersion qui correspond au volume complet du sous-marin y compris les ballasts.

## Distinctions
On distingue différents déplacements particuliers :
- le déplacement lège correspond au navire sortant du chantier (dit navire lège) ;
- le déplacement lège armé correspond au navire muni de ses équipements indispensables mais amovibles ;
- le déplacement en charge, ou « déplacement à pleine charge » correspond au navire lège armé augmenté de son port en lourd (personnel, cargaison, consommables…).

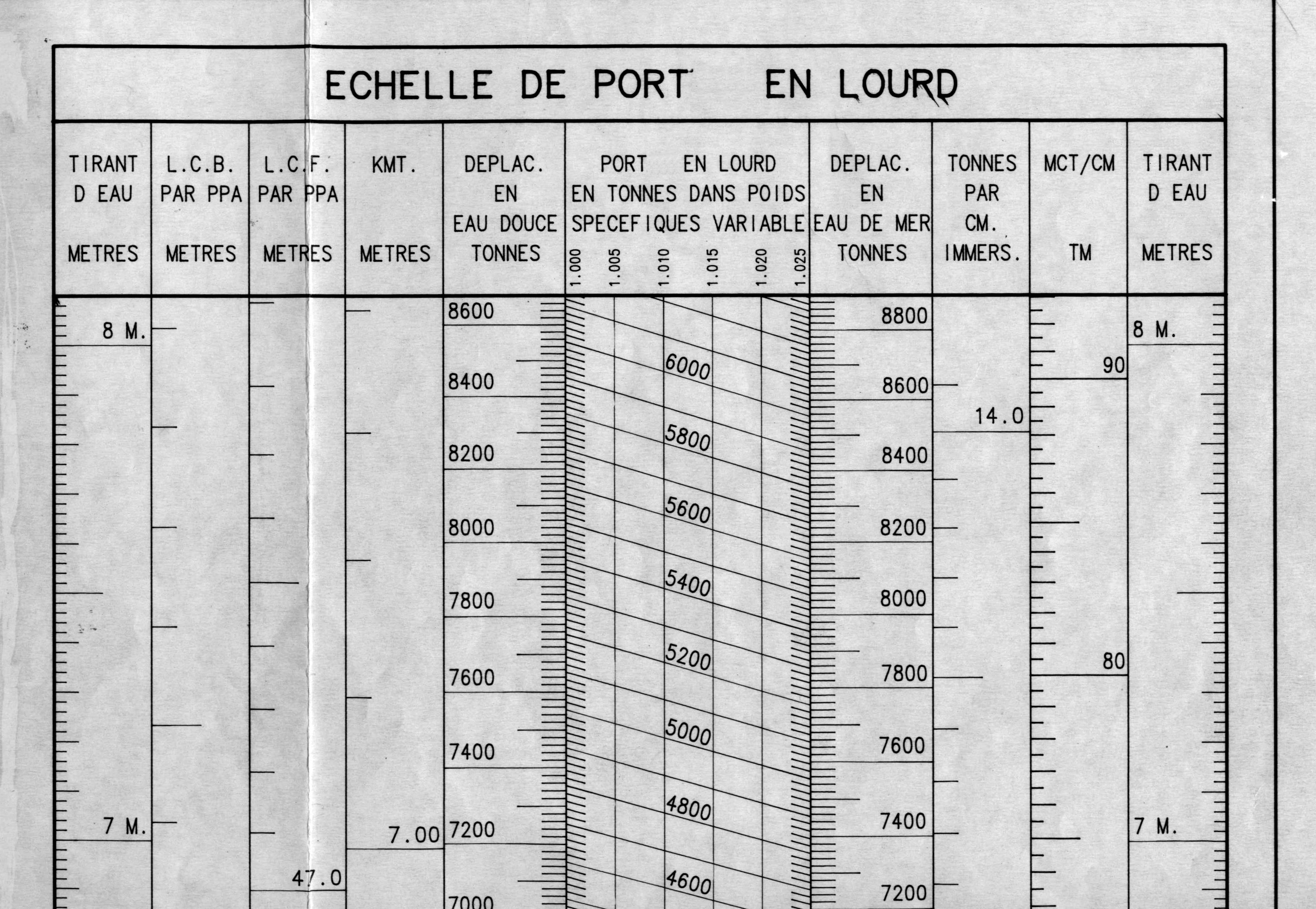
Échelle de port en lourd d'un cargo de 6000 tonnes. Colonne des déplacements en relation avec les tirants d'eau.

Sur le tableau ci-contre on peut observer le lien entre le tirant d'eau et le déplacement. Deux colonnes donnent le déplacement en fonction du tirant d'eau :
- 1 en eau douce (densité 1) ;
- 2 en eau de mer de densité normale (densité 1,025).

L'exposant de charge (en) est la surface de la coque comprise entre le tirant d'eau navire lège et le tirant d'eau navire à pleine charge. Cette surface est alternativement à l'air et sous l'eau en fonction de l'état du chargement, elle est généralement peinte (peinture antifouling) d'une autre couleur que les œuvres mortes.
En supplément, des considérations de sécurité peuvent amener à considérer différents cas de chargements, par exemple une surcharge due à une formation de glace sur les superstructures en milieu polaire, ou un cas de « mi-charge » lorsque certains consommables ont été épuisés.